# Ар-Трус
Ронні Аарон Кіллінгс (англ. Ronnie Aaron Killings; нар. 19 січня 1972) — професійний американський реслер, виступає в World Wrestling Entertainment на бренді SmackDown під скороченим ім'ям Рон Кіллінгс. Найбільш відомий за свої минулим ринговим ім'ям Ар-Трус (англ. R-Truth).

## Кар'єра в професійному реслінгу

### World Wrestling Federation (1999—2002)
У 1999 році Кіллінгс підписав контракт на два роки з WWF і був відправлений на підготовчу площадку для молодих реслерів. 12 квітня він виграв баттл-роял матч за вакантний титул Південного Чемпіона. Згодом програв титул Джеррі Лоулеру. Кіллінгса перевели в основний ростер, де він організував команду разом з Роад Доггом. Дебют на RAW почав з атаки Вільяма Рігала, чим допоміг своєму командному партнеру. Роад Догг отримав травму і пішов на лікарняний, і вже після повернення возз'єднався зі Біллі Ганном. Пізніше Кіллінс приєднався до DX. На Survivor Series разом з DX перемогли команду Радикалів. На Армагеддоні разом з Роад Доггом брали участь в чотирокутовому командному матчі, де перемогли Едж і Крістіан.
Після перерви в кар'єрі, він взяв участь у Королівській битві, де його вибив Біг Шоу.
Кіллінс перейшов до хардкорного дивізіону, і переміг Райвена, і тим самим став хардкорним чемпіоном, але втратив його в матчі з Креш Холлі за правилами 24/7. Потім знову став хардкорним чемпіоном перемігши Райно, але втратив у матчі з тим самим Холлі. Після цього Рон залишив WWF.

### Total Nonstop Action Wrestling (2002—2007)
Протягом п'яти років він виступав у TNA, але потім все-таки повернувся в WWE під псевдонімом R-Truth.

### Smackdown (2008—2010)
2010 року R-Truth об'єднався в команду з Джоном Моррісоном. На РеслМанії 26 їх команда билася з Мізом і Біг Шоу за титули командних чемпіонів, але перемогти Ар-Трус і Моррісон не змогли. Потім Ар-Трус переміг Міза і став Чемпіоном Сполучених Штатів.
На WWE Draft 2010 R-Truth перейшов на RAW. Він брав участь у шоу Bragging Rights 2010. У 4 сезоні NXT Ар-Трус став профі для новачка Джона Кертіса, який, до речі, став переможцем. 18 квітня 2011 здійснив хілл-терен, напавши після матчу на свого найкращого друга Джона Моррісона після поразки, через що Ар-Труса позбавили права битися за пояс чемпіона WWE на PPV Extreme Rules 2011. 19 червня на PPV WWE Capitol Punishment програв Джону Сіні. Був одним з учасників PPV Money in the bank.

### Awesome Truth (2011—2012)
На PPV «Night Of Champions» команда «Awesome Truth» втрутилася в поєдинок між CM Панком і Тріпл Ейчем, при цьому Міз вдруге за день скоїв напад на рефері. На «Monday Night RAW» 19 вересня 2011, Тріпл Ейч, бувши головою компанії запросив команду до себе в кабінет. Ар-Трус і Міз перепросили за все, що відбулося. Тріпл Ейч прийняв вибачення, але зажадав сплати штрафу в $ 250000 до кінця тижня і повідомив, що сьогодні у них буде командний бій проти СМ Панка та Джона Сіни. Команда «Awesome Truth» програла, а наприкінці бою вийшов Тріпл Ейч і сказав, що Ар-Трус і Міз звільнені з WWE. Пізніше Трус і Міз Повернулися на Hell in a Cell (2011) і напали на Сіну, Панка і рефері, однак відразу ж були заарештовані. Пізніше генеральним менеджером Raw став Джон Лаурінайтіс, який поновив статус Труса і Міза. На Vengeance (2011) Awesome Truth перемогли СМ Панка і Тріпл Ейча. Наступного дня вони побили Зака Райдера і Джона Сіну. Через це Джон Лаурінайтіс призначив їм матч на Survivor Series (2011), де вони билися з Джоном Сіною і партнером, якого Сіна мав обрати. Сіна вибрав Скелю. На ППВ Міз і Ар-Трус програли. Наступного дня вони знову почали погрожувати Сіні. У відповідь Джон сказав, що ніхто їх не боїться і більше того Міз принижує Ар-Труса. У відповідь R-Truth вдарив Міза. Міз сказав, що Сіна просто хоче їх посварити. Але коли вони пішли за Джоном Міз вдарив Ар-Труса і провів йому свій фінішер. На RAW 26 грудня 2011 повернувся після матчу Міза і Сіни і сильно побив Міза. А потім на наступному RAW втрутився в матч між Шеймусом.

### Командний чемпіон WWE (2012—2013)
На одному з домашніх шоу, Ар-Трус переміг Джека Свагера і виграв Титул Чемпіона Сполучених Штатів. Однак вийшов Джон Лауренайтіс і віддав титул назад Свагеру, аргументуючи тим, що він не давав згоди на цей бій. На шоу Superstars Рон знову здолав Сваггера, але вже в матчі не за титул. Однак 30 квітня на RAW Ар-Трус разом з Кофі Кінгстоном переміг Прімо і Епіко і став командним чемпіоном. На шоу «Over the Limit» Ар-Трус разом з Кофі Кінгстоном відстояли пояси командних чемпіонів проти Джека Сваггера і Дольфа Зігглера. На шоу «Night of Champions» Ар-Трус і Кофі Кінгстон програли командні пояси Деніелу Браяну і Кейну.

### Теперішній час
29 жовтня Ар-Трус врятував свого колишнього партнера по команді Кофі Кінгстона від Антоніо Сезаро, що призвело до початку ворожнечу між ним і чемпіоном Сполучених Штатів. Наступного тижня Ар-Трус в команді з Сін Карою і Реєм Містеріо здобули перемогу над Сезаро і Prime Time Players (Даррен Янг і Тайтус О'Ніл). 18 листопада на шоу Survivor Series Ар-Трус отримав шанс поборотися за титул чемпіона Сполучених Штатів, але не зміг ним скористатися. Ще кілька разів отримував шанси завоювати чемпіонський титул, але так і не став чемпіоном. На шоу TLC: Столи, Сходи й Стільці 16 грудня реслер отримав травму і був змушений на деякий час припинити виступи. Він повернувся на ринг 18 лютого 2013 на шоу Raw, де врятував Кінгстона від Деміена Сендоу. 30 вересня він переміг Кертіса Акселя і отримав шанс поборотися на шоу бою за чемпіонський титул. 6 жовтня на PPV шоу Ар-Трус взяв участь в поєдинку проти Акселя за титул інтерконтинентального чемпіона, але програв. Наступного дня він у команді з СМ Панком протистояли Райбеку і Акселю де завдяки Панку здобули перемогу. 11 жовтня Ар-Трус отримав матч-реванш за інтерконтинентальний титул, але знову програв.
18 листопада на шоу RAW R-Truth вперше зі свого відходу з TNA об'єднався в команду з Ксавьером Вудсом і партнери змогли здобути перемогу над 3MB. Наступного тижня Вудс вийшов під музику Тонні Фанка і переміг Хіта Слейтера в своєму сольному дебюті, а Ар-Трус і The Funkadactyls (Кемерон і Наомі) допомагали йому з ринг-сайду. Використання музики Тонні Фанка не сподобалося Бродусу Клею, що призвело до командного бою між Вудсом і Ар-Трусом і Тонні Фанком, в якому перемогу здобули останні. На шоу TLC: Столи, Сходи й Стільці R-Truth переміг Бродуса Клея. На Extreme Rules програв Александру Русєву.

## В реслінгу
- Фінішер
  - Lil Jimmy
- Улюблені прийоми
  - Dropkick
  - Hurricanrana
  - Headscissors takedown
  - Flying Jalapeño
  - Leg drop, with theatrics
  - Reverse STO
  - Scoop powerslam
  - Sitout hip toss
  - Sitout inverted suplex slam
  - Spinebuster
- Прізвиська
  - «The Truth»
  - «The Suntan Superman»
  - «The Conspiracy Theorist»
- Музичні теми

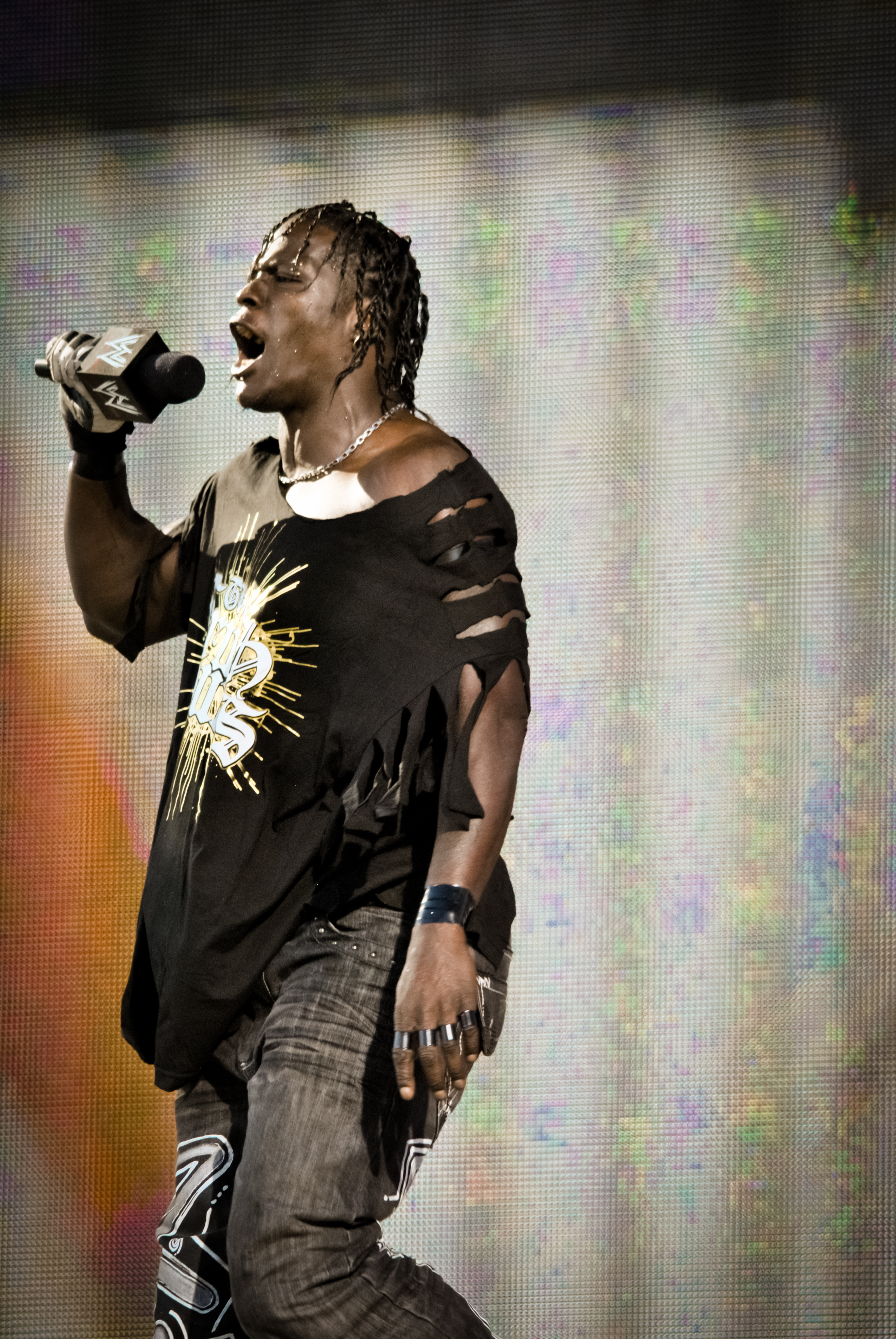
Кіллінгс у грудні 2010 року

  - «What's Up? (Remix)» у виконанні Рона Кіллінгса (25 липня 2008-13 вересня 2010; 15 листопада 2010-18 квітня 2011 року)
  - «Right Time (To Get Crunk)» у виконанні Рона Кіллінгса
  - «Little Jimmy» від Джима Джонстона (22 серпня 2011-теперішній час)

## Титули та нагороди

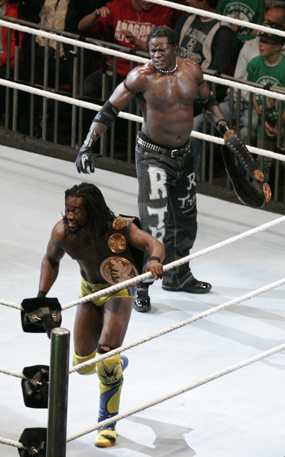
Кофі Кінгстон і Ар-Трус як Командні чемпіони WWE

- Pro Wrestling Illustrated
  - PWI ставить його під № 194 в списку 500 найкращих реслерів 2002
  - PWI ставить його під № 48 у списку 500 найкращих реслерів 2003
  - PWI ставить його під № 18 у списку 500 найкращих реслерів 2004
  - PWI ставить його під № 50 у списку 500 найкращих реслерів 2005
  - PWI ставить його під № 132 в списку 500 найкращих реслерів 2006
  - PWI ставить його під № 126 в списку 500 найкращих реслерів 2007
  - PWI ставить його під № 94 у списку 500 найкращих реслерів 2008
  - PWI ставить його під № 80 у списку 500 найкращих реслерів 2009
  - PWI ставить його під № 55 у списку 500 найкращих реслерів 2010
  - PWI ставить його під № 51 у списку 500 найкращих реслерів 2011
  - PWI ставить його під № 36 серед 500 Реслер PWI 500 в 2012
- World Wrestling Entertainment
  - 2-разовий хардкорний чемпіон WWE
  - Чемпіон Сполучених Штатів WWE (1 раз)
  - Командний чемпіон WWE/RAW/світу (2 рази) — з Кофі Кінгстоном і Мізом
  - Нагорода Слеммі за найкращу музичну тему (2008)
- Total Nonstop Action Wrestling
  - NWA World Heavyweight Championship (2 рази)
  - NWA World Tag Team Championship (2 рази) — з Бі Джі Джеймсом і Коннаном
  - TNA World Tag Team Championship (1 раз) — з Пек-меном
- CyberSpace Wrestling Federation
  - CSWF Heavyweight Championship (1 раз)
- Memphis Championship Wrestling
  - MCW Southern Heavyweight Championship (2 рази)
- NWA Wildside
  - NWA Wildside Television Championship (1 раз)
- Wrestling Observer Newsletter awards
  - Найгірший матч року (2006)